# Mannus
Mannus fou el nom llatí del mític fundador de la raça germànica, fill de Tuiscó (Tuisco). Se li atribuïen tres fills, dels que van derivar els ingevons (ingevones), els hermions (hermiones) i els istevons (istaevones), però altres tradicions el fan el pare a més a més d'altres fills.
Fou adorat com un deu i era una deïtat similar al romà Mart.
L'historiador romà Tàcit ens el menciona com una de les figures que intervingué en els mites de la creació en la mitologia germànica. Tàcit és, de fet, la única font que parla d'aquests mites. Alguns acadèmics com ara Ivan Biliarsky apunten cap a la possible arrel indoeuropea del nom Mannus en l'obra de Tàcit. També s'ha mencionat l'opció d'una filiació del mot amb el protogermànic mannaz (home).